# Melissa Etheridge
Melissa Lou Etheridge (Leavenworth, Kansas, 29 de maig de 1961) és una cantautora de rock i també compositora estatunidenca. Ha guanyat diversos premis Grammy i un Oscar per les seves cançons.
Més enllà de la seva música, també és coneguda per defensar els drets homosexuals i per haver-se declarat lesbiana durant la inauguració de la presidència de Bill Clinton l'any 1993. També és una compromesa defensora dels temes mediambientals, i el 2006 va fer una gira pels EUA i el Canadà fent servir biodièsel.
Comparteix una parella de bessons amb l'actriu Tammy Lynn Michaels, amb qui va estar casada, i dos fills més fruit de la seva relació anterior amb la cineasta Julie Cypher.

## Carrera professional
Melissa Etheridge va estudiar Música tres semestres (entre 1979 a 1980) al Berklee College of Music, a Boston; durant aquest període va actuar en diversos locals.
El 1982 va marxar de Leavenworth per a instal·lar-se a Los Angeles, per a intentar entrar en el negoci de música. Va fer diverses actuacions en bars, alguns dels quals eren de noies o mixtos: el Robbie's, l'Executive Suite i el Que sera sera a Long Beach, i el Vermie's a Pasadena. Alguns dels seus primers admiradors van fer arribar la seva cinta de demostració a Bill Leopold, qui treballava en el negoci de la música. Melissa Etheridge va fer una audició per a ell, que va quedar tan impressionat que li va oferir representar-la.
Mentre ella continuava tocant en bars de lesbianes a Los Angeles, Leopold va aconseguir que uns executius musicals l'anessin a veure actuar. Finalment va cridar l'atenció d'A&M Records, qui la va contractar com a compositora. Durant dos anys va escriure música per a A&M, i moltes de les seves cançons eren enregistrades per artistes principals. El 1985, Melissa Etheridge va enviar la seva demo a Olivia Records, una discogràfica de lesbianes, però la van rebutjar. Es va quedar amb la carta de rebuig, signada per "les dones d'Olivia", i la va mostrar posteriorment a Intimate Portrait, el documental de la seva vida fet per Lifetime Television.
Finalment, el 1986 signa per Island Records, encara que el seu primer àlbum va ser rebutjat per la discogràfica per ser massa polit. Després de treballar durant quatre dies a l'estudi per reenregistrar va obtenir deu temes, que van sortir en el seu àlbum de debut.
Ha tret deu àlbums en la seva carrera, arribant tres d'ells a ser multiplatí: Melissa Etheridge (1988), Yes I Am (1993) i Your Little Secret (1995); dos més han arribat a ser platí i uns altres dos a or. Ha guanyat el premi a la millor cantant de rock femení en els Grammy dues vegades per les cançons Ain't It Heavy (1992) i Come to My Window (1994).
Melissa és una admiradora de Bruce Springsteen, i ha interpretat algunes de les seves cançons com Thunder Road i Born to Run durant concerts en viu.
El 1994, va fer una interpretació molt vehement del Burning Love d'Elvis Presley, durant l'actuació It's Now Or Never, The Tribute To Elvis. El 13 d'agost d'aquell any va actuar al festival de música rock Woodstock 94.
El mateix any va sortir a la pel·lícula Teresa's Tattoo, una comèdia dirigida per la que era llavors la seva parella Julie Cypher, on hi feia de prostituta. El 1997 va aparèixer a la sèrie de televisió Ellen, protagonitzada per l'actriu Ellen DeGeneres.
L'octubre de 2004 se li va diagnosticar càncer de mama. En els Grammy de 2005 va tornar a l'escenari, encara que sense pèl a causa de la quimioteràpia, i va cantar amb Joss Stone el Piece of My Heart de Janis Joplin. La cançó va ser aclamada i considerada com una de les millors actuacions de la nit.
El 10 de setembre del 2005 va participar en el ReAct Now: Music & Relief, un concert benèfic en favor dels afectats per l'Huracà Katrina; va fer una cançó per a l'ocasió que titulada Four Days.
Aquell mateix any, el 15 de novembre, va aparèixer en el Tonight Show de la NBC per a cantar I Run for Life, que fa referència a la seva lluita contra el càncer de mama i la seva determinació per recuperar-se completament, i que pretén encoratjar a altres supervivents de la malaltia i a les seves famílies a seguir lluitant. A l'acabar de cantar Jay Leno, el presentador del programa, li va dir "Thanks for being a fighter, kiddo" ("Gràcies per ser una lluitadora, noia").
El febrer del 2007 va rebre un premi Oscar a la millor cançó original pel tema I Need To Wake Up, del documental An Inconvenient Truth.
El 7 de juliol del mateix any actuava durant el Live Earth, una sèrie de concerts benèfics que intenten combatre l'escalfament global, on hi va interpretar les cançons Imagine That i What Happens Tomorrow (pertanyents a l'àlbum The Awakening, que encara no havia publicat), així com el tema I Need To Wake Up, que va servir per a presentar Al Gore.
L'11 de desembre d'aquell mateix any va actuar a Oslo (Noruega) durant el concert del Premi Nobel de la Pau, juntament amb altres artistes, i que va ser transmès en directe a més de 100 països.
L'any següent va actuar durant la Convenció Nacional Demòcrata del seu país, donant-hi suport.
El juliol del 2009 ha anunciat al seu lloc web que ella i el productor i músic John Shanks comencen la gravació del seu desè àlbum d'estudi.

## Vida personal

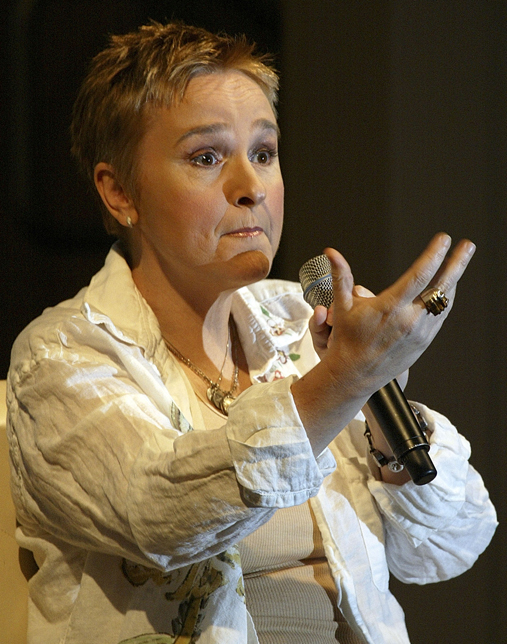
Etheridge durant un torn de paraula a una conferència el 2005

El pare de Melissa, John Etheridge, va ser professor de Psicologia, conseller i director d'atletisme a l'Institut de Leavenworth; va morir de càncer el 1993, cosa que a ella li va costar molt de superar.
Aquell mateix any va sortir de l'armari durant la celebració gai i lèsbica de la inauguració de Bill Clinton com a President dels Estats Units. A partir d'aquest moment comença a ser famosa com a activista pels drets dels homosexuals.
Va estar unida sentimentalment durant molts anys amb la cineasta Julie Cypher, a qui va conèixer el 1988 durant el rodatge del videoclip de Bring Me Some Water, però en aquell moment Julie encara estava casada amb l'actor Lou Diamond Phillips. Dos anys més tard, finalitzat aquest matrimoni, van anar a viure juntes; a partir d'aquest moment la seva relació va tenir sovint cobertura mediàtica. Gràcies al fet que el músic David Crosby, amic d'elles, els va fer de donant d'esperma, la seva parella va donar a llum a Bailey Jean (1997) i Beckett (1998). El 2000 es van separar, i l'any següent Melissa va documentar la seva ruptura i d'altres experiències en les memòries The Truth Is... My Life in Love and Music.
Dos anys més tard va comprometre's amb l'actriu Tammy Lynn Michaels, amb qui es va casar en una cerimònia a Malibú (Califòrnia) el 20 de setembre del 2003.
A l'octubre de 2004 se li va diagnosticar càncer de mama, i va rebre quimioteràpia.
Un any més tard, en honor del Breast Cancer Awareness Month (Mes de conscienciació pel càncer de mama), va aparèixer amb la seva dona a Dateline NBC per a relatar la seva lluita contra el càncer; en aquell moment el seu cabell ja li havia tornat a néixer després d'haver-lo perdut durant el tractament. Va explicar que Tammy li havia donat molt de suport durant la malaltia, i també va parlar de l'ús medicinal que va fer de la marihuana mentre estava rebent la quimioteràpia, afirmant que li millorava l'humor i li augmentava la gana.

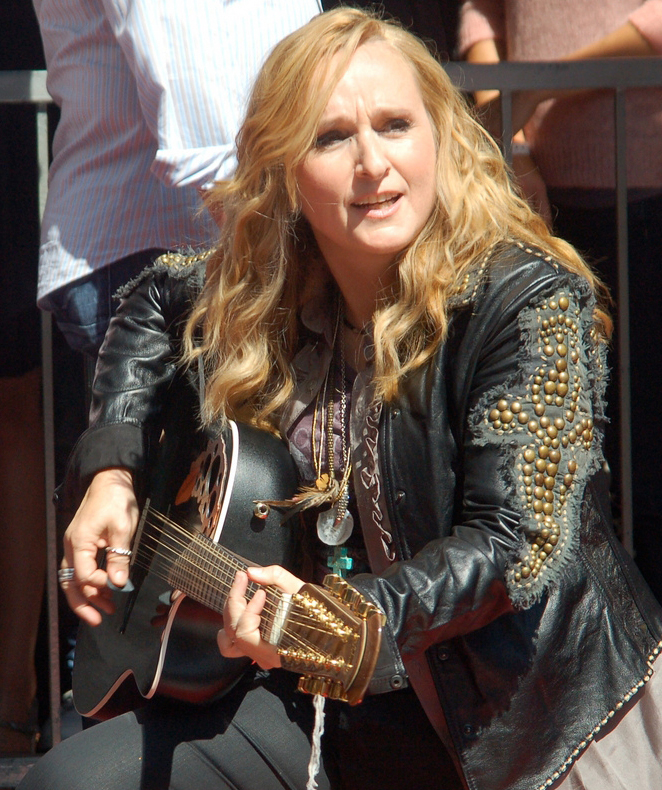
Etheridge en concert durant una cerimònia per a dedicar-li un estel sobre el Hollywood Walk of Fame el setembre del 2011

L'abril de 2006 la parella va anunciar que Tammy estava embarassada de bessons via un donant anònim d'esperma, i aquell octubre naixien Miller Steven i Johnnie Rose. El mateix mes van anunciar que planejaven casar-se legalment, però que estaven intentant trobar el moment oportú.
Al mes següent, en resposta a l'aprovació de la Proposta 8 de l'estat de Califòrnia per a prohibir el matrimoni homosexual als EUA, Melissa va anunciar que no pagaria els seus impostos en senyal de desobediència civil.
El 2009 va donar suport a la decisió de Barack Obama de fer parlar Rick Warren (conegut per ser un cristià conservador i un oponent al matrimoni homosexual) durant la inauguració de la seva Presidència, creient que això pot establir un pont de diàleg entre la comunitat homosexual i els cristians heterosexuals. A la columna que escriu a The Huffington Post va comentar-hi: "Segur que hi ha molta gent odiosa que s'aferrarà sempre al seu fanatisme com un nen a una manta. Però hi ha també bona gent, cristians i d'altres, que estan començant a escoltar".
El 15 d'abril de 2010 Melissa i Tammy van anunciar que s'havien separat.

## Discografia
Àlbums d'estudi
- Melissa Etheridge (1988)
- Brave and Crazy (1989)
- Never Enough (1992)
- Yes I Am (1993)
- Your Little Secret (1995)
- Breakdown (1999)
- Skin (2001)
- Lucky (2004)
- The Awakening (2007)

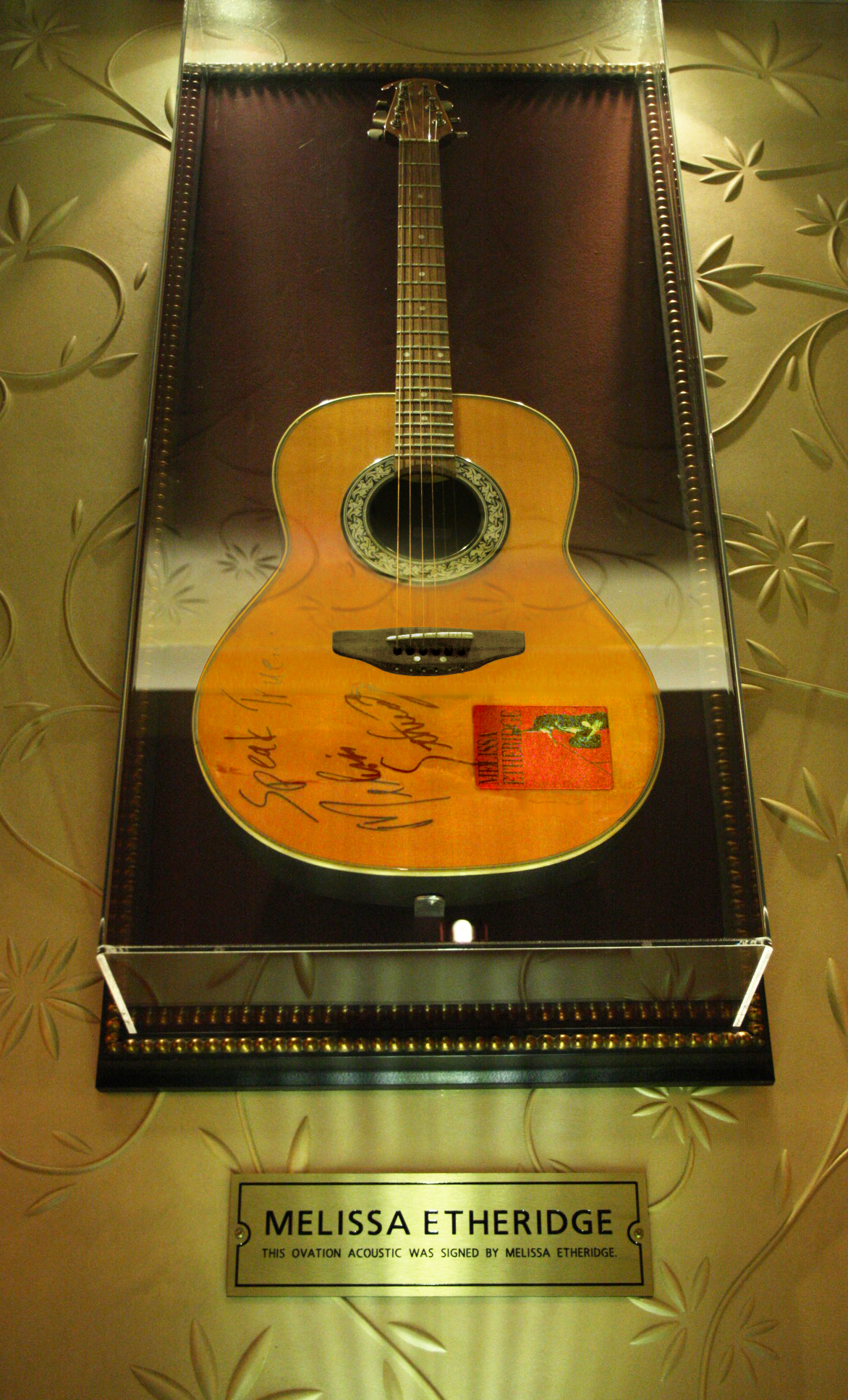
Guitarra de Melissa Etheridge, signada per la cantant, al Hard Rock Cafe de Florència (Itàlia)

- A New Thought For Christmas (2008)
- Fearless Love (2010)
- 4th Street Feeling (2012)
- This Is M.E. (2014)
- MEmphis Rock and Soul (2016)
- The Medicine Show (2019)

Recopilacions
- Greatest Hits: The Road Less Traveled (2005)

En viu
- Live and Alone (2002)
- Lucky Live (2004)
- Awakening Live (2008)

Contribucions en bandes sonores
- Boys on the Side (1995) - tema I Take You with Me
- Brother Bear 2 (2006) - temes Welcome to this Day, Feels Like Home (amb Josh Kelley) i It Will Be Me
- An Inconvenient Truth (2006) - tema I Need To Wake Up

## Guardons

### Premis
- 1990: Juno a l'Artista internacional de l'any.
- 1992: Grammy a la Millor actuació de cantant femenina pel tema Ain't It Heavy.[21]
- 1994: Grammy a la Millor actuació de cantant femenina pel tema Come to My Window.
- 1996: Premi ASCAP al Cantant de l'any.
- 1999: GLAAD Stephen F. Kolzak (atorgat a artistes i professionals mediàtics que siguin obertament lesbianes, gais, bisexuals o transsexuals i que hagin promocionat de manera significant la igualtat de drets, lluitant contra l'homofòbia),conjuntament amb Julie Cypher.
- 2001: Gibson Guitar a la Millor Guitarrista de rock femenina.[22]
- 2006: GLAAD Stephen F. Kolzak.[23] A més, va ser premiada com a Músic destacat per l'àlbum Greatest Hits: The Road Less Traveled.
- 2007: Oscar a la millor cançó original per I Need to Wake Up, tema del documental sobre el canvi climàtic An Inconvenient Truth.

### Nominacions
- 2000: Grammy al millor àlbum de rock per Breakdown